# Chiton komaianus
Chiton komaianus är en blötdjursart som beskrevs av Is. och Iw. Taki 1929. Chiton komaianus ingår i släktet Chiton och familjen Chitonidae. Inga underarter finns listade i Catalogue of Life.